# Kazimierz Aleksander Pułaski
Kazimierz Aleksander Pułaski, także Antoni Felicjan Pułaski, Aleksander Pułaski, herbu Ślepowron (ur. 9 czerwca 1800 w Górkach-Grubakach, zm. we wrześniu 1838 w Londynie) – ksiądz, działacz Towarzystwa Patriotycznego w powstaniu listopadowym, członek radykalnej lewicy powstańczej, publicysta, działacz emigracyjny, karbonariusz.

## Młodość
Urodził się 9 czerwca 1800 r. w Górkach-Grubakach w powiecie węgrowskim, z ojca Aleksandra Pułaskiego i matki Anieli Tchórznickiej. Miał brata Wojciecha Pułaskiego, członka Towarzystwa Rolniczego w Królestwie Polskim. Ukończył szkołę w Węgrowie. W 1816 r. rozpoczął nowicjat w zakonie pijarów w Opolu Lubelskim. Śluby zakonne złożył w roku 1817. Był nauczycielem literatury w Collegium Nobilium pijarów w Warszawie i innych szkołach pijarskich. Z uwagi na dość swobodny tryb życia (słabość do alkoholu i kobiet, zaciąganie długów) był kilkakrotnie przenoszony do kolegiów pijarskich w Radomiu, Łukowie (gdzie uczył m.in. późniejszego filozofa i pedagoga, Bronisława Ferdynanda Trentowskiego) i Piotrkowie. Do konwiktu pijarów Warszawie powrócił w roku 1829. Istnieją przypuszczenia, że był zaangażowany w tzw. spisek Smagłowskiego (wiosną 1829 r.), mający na celu wymuszenie na carze Mikołaju I przyłączenie ziem zabranych do Królestwa Polskiego i przestrzeganie konstytucji.
14 września 1830 otrzymał w stolicy święcenia kapłańskie. 14 października 1830, na rozkaz wielkiego księcia Konstantego, Pułaski został wydalony z Warszawy i ponownie osadzony w Radomiu – powodem tej decyzji wielkiego księcia były patriotyczne kazania Pułaskiego wygłaszane z ambon kościelnych. Niewykluczone też, że padł ofiarą prowokatorskiej intrygi gen. Rożnieckiego, na skutek której ks. Pułaskiego podejrzewano o udział w rzekomym antyrosyjskim sprzysiężeniu wśród akademików warszawskich. Wydalenie ks. Pułaskiego doprowadziło do zaburzeń w gimnazjum pijarów w Warszawie.

## W powstaniu listopadowym
Na wieść o wybuchu insurekcji, ksiądz Pułaski wzywał ludność Radomia do akcji zbrojnej. Do Warszawy powrócił w pierwszych dniach grudnia 1830 r. Należał do redakcji gazety Nowa Polska – organu prasowego grupy radykałów stojących w opozycji do dyktatora, gen. Józefa Chłopickiego. Obok Pułaskiego do redakcji należeli m.in. Maurycy Mochnacki, Kamil Mochnacki, Adam Gurowski. Był ponadto redaktorem Kuriera Polskiego. Wygłaszał demokratyczne i rewolucyjne hasła z ambon kościelnych. Jego kazania drukował dziennik Patriota. Szybko pozyskał sobie zaufanie cywilnych uczestników Sprzysiężenia Wysockiego i stał się jedną z czołowych postaci lewicy powstańczej. Jako pierwszy wystąpił z koncepcją podrzucania Rosjanom na polach bitewnych sztandarów z dewizą w języku rosyjskim i polskim – „Za naszą i waszą wolność”. Podkreślał bowiem, jak wielu działaczy lewicy, że powstanie nie jest skierowane przeciwko narodowi rosyjskiemu, lecz przeciwko tyranii carskiej, której także naród rosyjski był ofiarą. Sprzeciwiał się udziałowi Żydów w powstaniu.
Leon Drewnicki w swoich pamiętnikach opisuje incydent z początku stycznia 1831 r., w trakcie którego ks. Pułaski uratował go przed linczem ze strony pijanego tłumu. Zdarzenie miało miejsce w warszawskiej kawiarni „Honoratka” przy ul. Miodowej, gdzie regularnie zbierali się akademicy i byli członkowie rozbitego Towarzystwa Patriotycznego.
Po reaktywacji Towarzystwa Patriotycznego w dniu 19 stycznia, ks. Pułaski został jego wiceprezesem (obok trzech innych wiceprezesów – M. Mochnackiego, R. Sołtyka, i K. Bronikowskiego). W tym okresie Pułaski dzięki swoim śmiałym wystąpieniom i agitacji rewolucyjnej zyskiwał coraz większą popularność wśród mas rzemieślniczych Warszawy. Demaskował m.in. próby ograniczenia wolności prasy, bronił niezależności Towarzystwa od opinii sejmu. Duchowny krytykował ponadto manifest sejmowy z 20 grudnia 1830, zarzucając posłom niezrozumienie intencji ruchu narodowowyzwoleńczego. Celem zrywu było bowiem odzyskanie niepodległości i zagrabionych ziem, a nie – jak stwierdzał w manifeście Sejm – uzyskanie gwarancji konstytucyjnych od cara Mikołaja I. Krytykował ponadto zaniechanie przez izbę gruntownych reform społecznych oraz nierealistyczne kalkulacje przywódców powstania, spodziewających się dochowania przez Prusy zasad neutralności i nieingerencji (w ciągu wojny polsko-rosyjskiej Prusy formalnie zachowywały neutralność, jednak w praktyce wspomagały materialnie wojska rosyjskie, jednocześnie odmawiając takiej pomocy Polakom).

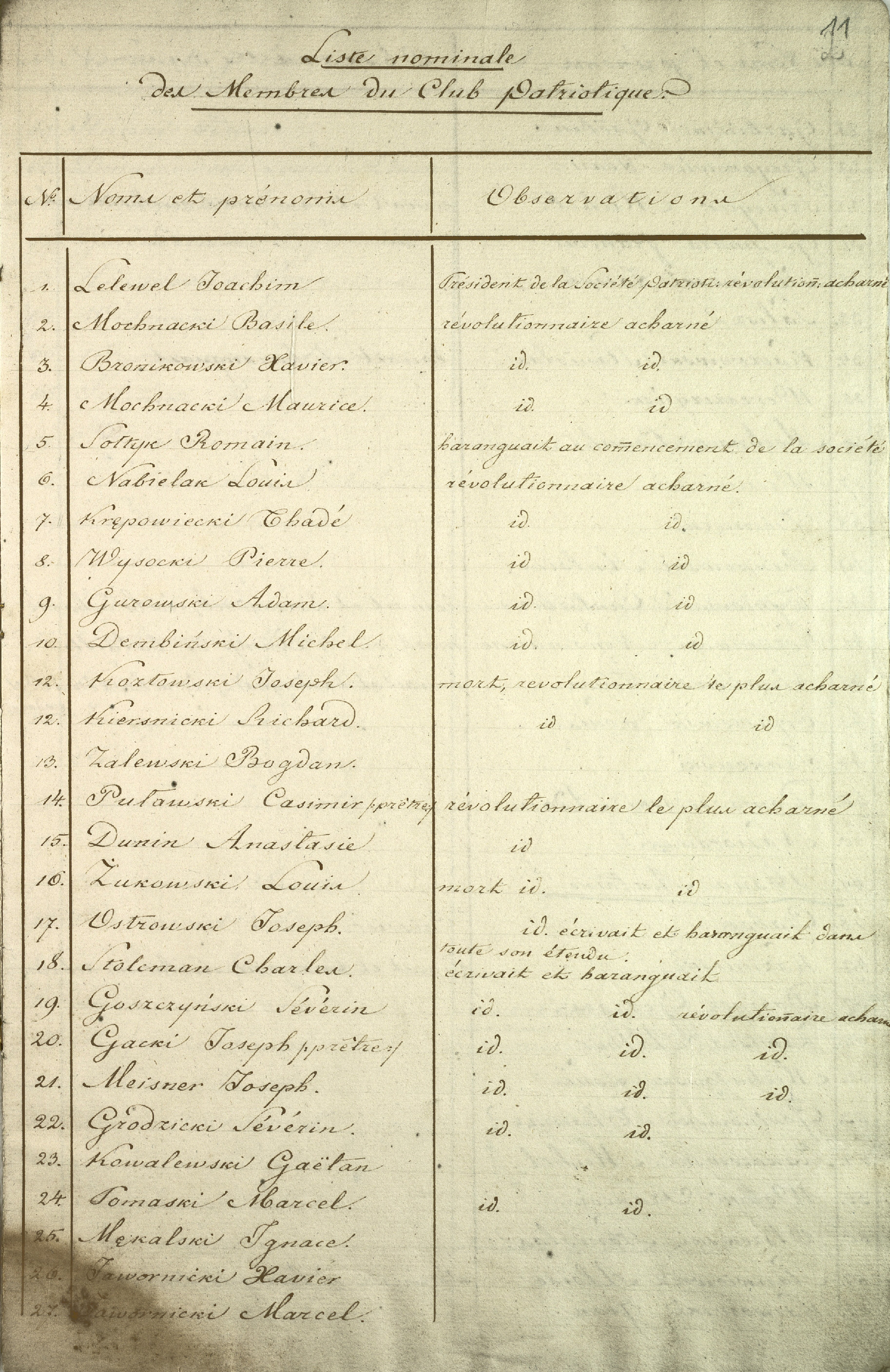
Lista członków Towarzystwa Patriotycznego (sierpień 1831); pod numerem 14. widnieje nazwisko księdza Pułaskiego

Był pomysłodawcą słynnej manifestacji ku czci dekabrystów w dniu 25 stycznia 1831 r. Presja manifestacji Towarzystwa Patriotycznego przyczyniła się w znacznym stopniu do uchwalenia przez Sejm w tym samym dniu aktu detronizacji Mikołaja I, dotychczasowego króla Polski. W czasie pochodu „klubistów” ks. Pułaski wygłosił płomienne przemówienie na Placu Saskim.
13 lutego, Aleksander Pułaski i Ksawery Bronikowski wraz z grupą działaczy Towarzystwa Patriotycznego wyruszyli z Warszawy – jako niezależna od armii jednostka zbrojna – do wojny z Rosjanami. Był wśród nich m.in. poeta i belwederczyk – Seweryn Goszczyński. Do Stoczka przybyli tuż po zakończonej tam bitwie. Chrzest bojowy przeszli w potyczce pod Ryczywołem (19 II). Pułaski pozostał w armii gen. Józefa Dwernickiego i służył w niej jako kapelan. Jak podawała Nowa Polska (19 II 1831), księża Pułaski i Szynglarski „w duchu religijnym” zachęcali żołnierzy do wytrwałości w „świętey walce”. Ks. Pułaski brał udział w bitwie o Kurów (3 III) i w bitwie pod Boremlem (18-19 IV). Został odznaczony Złotym Krzyżem Virtuti Militari.
Po upadku wyprawy Dwernickiego, powrócił do stolicy, gdzie kontynuował działalność w Towarzystwie Patriotycznym. Namawiał bezskutecznie marszałka Sejmu Władysława Tomasza Ostrowskiego, do wstąpienia w struktury Towarzystwa. W sporach wewnątrz organizacji, ks. Pułaski stał na stanowisku potrzeby radykalizacji programu politycznego, jak i metod jego realizacji; w aktach terroru wobec władz upatrywał szansy ocalenia powstania. Dążył ponadto do wciągnięcia gubernatora Warszawy, gen. Jana Krukowieckiego do rozgrywek z wodzem naczelnym, gen. Janem Skrzyneckim. Postulaty Pułaskiego były jednak skutecznie torpedowane przez prezesa Towarzystwa – Joachima Lelewela. Na łamach Nowej Polski opublikował Wspomnienia z korpusu Dwernickiego; działał także jako wiceprezes Towarzystwa Wychowania Dzieci po Poległych Rycerzach.
Według części historyków, Pułaski – na wieść o niepowodzeniach militarnych w wojnie z Rosją – domagał się wraz z innymi działaczami lewicowego skrzydła Towarzystwa Patriotycznego obalenia siłą Rządu Narodowego i ustanowienia w jego miejsce „ludowego rządu rewolucyjnego”. Tezie tej zaprzecza jednak historyk Władysław Zajewski, według którego Pułaski jedynie „wyraźnie sugerował” prezesowi rządu, A.J. Czartoryskiemu, podanie się do dymisji.
Wraz z kapelanem studentów warszawskich, Ignacym Szynglarskim, planował zamach na życie na kanonika warszawskiego – Pawła Straszyńskiego. Powodem miała być odmowa złożenia przez kanonika przysięgi wierności Rządowi Narodowemu. Poinformowany o niebezpieczeństwie Straszyński ukrywał się aż do końca powstania.
Pułaski należał do zdecydowanych przeciwników gen. Jana Skrzyneckiego, jako wodza naczelnego powstania. Przeprowadzał agitację polityczną wśród członków Gwardii Narodowej. W pierwszej połowie sierpnia 1831 r. występował w obronie Tadeusza Krępowieckiego, radykalnego działacza lewicowego, oskarżonego o „burzenie spokojności publicznej”.
15 sierpnia brał udział w delegacji Towarzystwa Patriotycznego do Rządu Narodowego. Członkowie delegacji, z ks. Pułaskim na czele, wtargnęli do Pałacu Namiestnikowskiego, zakłócili przebieg obrad rządu i zażądali ukarania winnych niepowodzeń militarnych (w tym przede wszystkim gen. Skrzyneckiego) oraz szpiegów i osób podejrzewanych o zdradę. Interwencja rządu, próby załagodzenia i rozładowania napiętej atmosfery w stolicy nie powiodły się. Zrewoltowany tłum bez większych przeszkód i przy biernej postawie Gwardii Narodowej i Straży Bezpieczeństwa wdarł się do więzień, wywlókł stamtąd na ulice kilkudziesięciu aresztantów i dokonał samosądu. Łącznie podczas rebelii sierpniowej życie straciły 34 osoby (większość została powieszona na latarniach ulicznych) – zginęli wówczas  m.in. gen. Antoni Jankowski, gen. Józef Hurtig, gen. Ludwik Bukowski, gen. Antoni Sałacki, Henryk Mackrott jr, Józef Mateusz Birnbau.
W krwawych rozruchach 15 sierpnia 1831 r. Pułaski odgrywał dwuznaczną rolę – z jednej strony, obarczano go odpowiedzialnością za podżeganie ludu warszawskiego do bezpardonowej rozprawy z osobami podejrzewanymi o szpiegostwo lub zdradę, z drugiej zaś – w najgorętszych chwilach nocy sierpniowej Pułaski bronił „legalizmu konstytucyjnego” i działał na rzecz uspokojenia tłumów. W ocenie arystokracji oraz części generalicji (Krukowiecki, Dembiński), Pułaski był mimo wszystko kojarzony jednoznacznie z żądnym krwi radykałem („potwór ludzkości zapieniony i wściekły”). Jan Czyński odnotował w swoich pamiętnikach fragment charakterystycznej rozmowy z ks. Pułaskim, odbytej w dramatycznych chwilach nocy 15 sierpnia:

Kiedy Pułaskiemu i mnie doniesiono, że przy zamku wieszają:
- Spieszmy – zawołałem – aby kogo niewinnego nie stracono.
- Spieszmy – odpowiedział Pułaski – aby kogo winnego nie pominięto.

W podobnym tonie opisywał postać ks. Pułaskiego generał rosyjski – Denis Dawydow:

Niejaki ksiądz Puławski, chodząc w pełnej szacie liturgicznej i z krzyżem w ręku, błagał lud o wybicie wszystkich rosyjskich jeńców i Żydów.

W „noc sierpniową” Pułaski podżegał także do powieszenia Maurycego Mochnackiego, do którego żywił osobiste urazy. Zamierzenia swego Pułaski nie zdołał zrealizować, jednak siepacze księdza splądrowali dom rodziny Mochnackich przy ul. Długiej. Gen. Krukowiecki obarczał Pułaskiego (a także Jana Czyńskiego) winą za masakrę sierpniową; w listach do żony obu określał mianem „potworów”. Trzy dni po tych wypadkach, rozkazał aresztować Pułaskiego, jednak wkrótce (22 sierpnia) pod naciskiem opinii publicznej i wobec braku obciążających dowodów ksiądz odzyskał wolność. Pułaski przejął papiery Towarzystwa Patriotycznego, gdy zostało ono rozwiązane przez gen. Krukowieckiego.
7 września, podczas walk o Warszawę, Pułaski wraz z towarzyszami, dawnymi „klubistami”, bezskutecznie wzywał ludność do obrony miasta.
Był jednym z sygnatariuszy podpisanej w dniu 15 września 1831 w Zakroczymiu odezwy do narodów Europy zachodniej, wzywającej do udzielenia gościny i otoczenia opieką żołnierzy polskich po upadku powstania listopadowego.

## Na emigracji

### We Francji
Po upadku Warszawy Pułaski opuścił Królestwo Polskie i udał się przez Prusy (z dokumentami na nazwisko Aleksandrowicz) do Francji. Do Paryża przybył w styczniu lub w lutym 1832 r. – posługiwał się paszportem na nazwisko Valentin Grahus. W stolicy francuskiej nawiązał kontakty z lokalnymi działaczami węglarskimi i republikańskimi. Działał początkowo w tzw. Ogóle Paryskim, Komitecie Narodowym Polskim Joachima Lelewela (gdzie był członkiem deputacji badającej działalność komitetu), a następnie – po nieudanej próbie rozwiązania KNP – powołał do życia Towarzystwo Demokratyczne Polskie. Obok niego, podpisy pod aktem założycielskim złożyli w dniu 17 marca 1832 r. Tadeusz Krępowiecki, Jan Nepomucen Janowski, Adam Gurowski oraz Ignacy Płużański. Na skutek niesnasek i nieporozumień wewnątrz Towarzystwa został usunięty z organizacji w dniu 13 listopada 1832. W Paryżu pozostawał pod nadzorem policji, uważany był za „niebezpiecznego demagoga”.
Wstąpił do paryskiej loży karbonarskiej „Trójcy Niepodzielnej” (Trinité Indivisible), w której pełnił rolę „Pierwszego Dozorcy”, oraz do polskiej loży Namiot Sekwany. W tym samym roku, chcąc skoncentrować się na działalności politycznej, opuścił stan duchowny (aczkolwiek do końca życia w korespondencji podpisywał się jako ksiądz). Uczestniczył w przygotowaniach wyprawy partyzanckiej Zaliwskiego do Królestwa Polskiego. Działał w opozycji do grupy emigrantów skupionych wokół gen. Dwernickiego, czego wyrazem były m.in. krytyczne artykuły publikowane na łamach La Tribune. Liczny udział ochotników z awiniońskiego zakładu emigracji polskiej w wyprawie Zaliwskiego spowodował przeniesienie przez władze francuskie części emigrantów z tego zakładu do Bergerac – odtąd miejscowość nad Dordogne stała się dla Pułaskiego i Krępowieckiego „bastionem ludowej demokracji”. W lipcu 1833 r. został aresztowany pod zarzutem udziału w organizacji karbonarskiej (wg innych źródeł – pod zarzutem niespłacania długów), a następnie osadzony w paryskim więzieniu Sainte-Pelagie. Bezpośrednim pretekstem do aresztowania Pułaskiego było demonstracyjne przemówienie na cześć Kacpra Dziewickiego, poległego w trakcie wyprawy Zaliwskiego. W więzieniu ogłosił, wraz ze Stanisławem Worcellem i masonem Boissaye broszurę Les Francs-Maçons détenues á tous leurs frères, następnie z samym Worcellem odezwę Aux refugiés polonais – de prisons de St. Pélagie, w której usiłował oczyścić się z winy wywołania represji urzędowych przeciwko tajnym związkom masońskim francuskim i polskim.
Po kilku tygodniach Pułaski został zwolniony z aresztu, jednak z nakazem opuszczenia Francji.

### W Belgii
Wraz ze Stanisławem Worcellem udał się w lipcu 1833 do Brukseli, gdzie kontynuował działalność polityczną w duchu rewolucyjnym. Jego zamiarem było zorganizowanie naczelnej władzy tułactwa polskiego w Belgii. Przyjazd Pułaskiego i Worcella do Brukseli przyczynił się do ożywienia życia politycznego emigracji polskiej, a to z kolei skłoniło Joachima Lelewela do przeprowadzki do belgijskiej stolicy. Z inicjatywy Pułaskiego, w styczniu 1834 r. (lub w grudniu 1833) powołano do życia tzw. Ogół Brukselski, który w założeniu miał stanowić reprezentację wszystkich Polaków w Belgii. W Brukseli został współredaktorem rewolucyjno-demokratycznego pisma La Voix du Peuple. Dzięki intensywnym staraniom Pułaskiego oraz Joachima Lelewela, La Voix du Peuple już w listopadzie 1833 r. stał się organem propagującym przede wszystkim „demokratyczne interesy polskie”. Radykalne, rewolucyjne, antymonarchiczne i demokratyczne hasła głoszone na łamach La Voix du Peuple spotykały się z gwałtowną reakcją stronnictwa klerykalnego w Belgii, które po przejęciu władzy w kwietniu 1834 r. doprowadziło do zamknięcia pisma oraz wydalenia Pułaskiego (i Worcella) z Belgii do Anglii. Odtąd wiodącą rolę w Ogóle Brukselskim odgrywał Tadeusz Krępowiecki.
Pułaski organizował ponadto w Brukseli uroczysty pogrzeb emigranta polskiego – Jana Sylwestra Czerkiewskiego (1833 r.). Pogrzeb ten, na którym mowę pożegnalną wygłosił m.in. Worcell, był jedną z pierwszych manifestacji emigrantów polskich w Belgii o demokratyczno-republikańskim wydźwięku politycznym.

### W Anglii
Po przybyciu do Anglii w kwietniu 1834 r. Pułaski wstąpił do Ogółu Londyńskiego – stowarzyszenia zrzeszającego Polaków o przekonaniach republikańsko-demokratycznych, oraz dążącego do zawiązania bliskich stosunków z angielskimi radykałami i organizacjami robotniczymi. Ponadto utworzył (wraz ze Stanisławem Worcellem) Towarzystwo Wzajemnego Oświecenia oraz lożę masońską o zabarwieniu karbonarskim, wraz z jej odnogą o nazwie „Klub Postępu”. Wkrótce (29 VIII) w strukturach Ogółu Londyńskiego nastąpił rozłam na tle ideologicznym, w wyniku którego Pułaski, Krępowiecki i Worcell powołali do życia nową jednostkę  – Gminę Londyn. Nie rozwinęła ona jednak szerszej działalności, gdyż wkrótce upadła, a jej czołowi przywódcy, z Aleksandrem Pułaskim, przenieśli się do St. Helier na wyspie Jersey. Współdziałał w utworzeniu Gromady Grudziąż w Portsmouth. Poglądy polityczne Aleksandra Pułaskiego ulegały w tym czasie dalszej radykalizacji – obok programu egalitaryzmu i międzynarodowego rewolucjonizmu pojawiały się coraz wyraźniej w koncepcjach ekspijara elementy ideologii w duchu utopijno-komunistycznym.
Pod koniec sierpnia 1835 roku, po kolejnych utarczkach – tym razem z zaprzyjaźnionymi dotąd Worcellem i Krępowieckim –  powrócił do Londynu. W angielskiej stolicy zbliżył się do centrowej grupy J.B. Ostrowskiego. W ostatnich latach życia (1837-1838) popadł w skrajną nędzę, od czerwca 1838 pobierał zasiłek rządowy.

## Śmierć

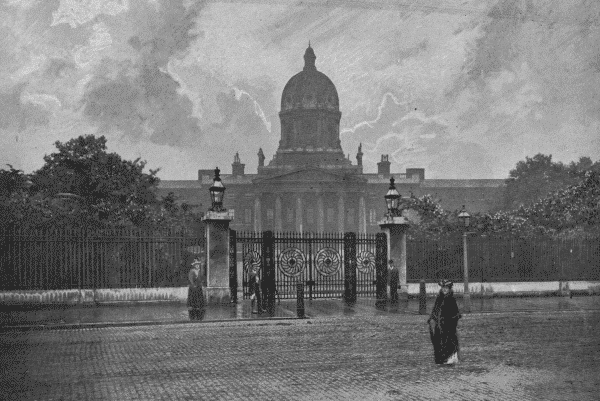
Bethlam Royal Hospital w Londynie – prawdopodobne miejsce śmierci ks. Aleksandra Pułaskiego

Nie są potwierdzone okoliczności jego śmierci. Według jednej z wersji, zmarł we wrześniu 1838 r. w wyniku pobicia w ciemnej uliczce w Londynie; według innej – zmarł w szpitalu dla obłąkanych Bethlam Royal Hospital.

## W kulturze
Postać Aleksandra Pułaskiego pojawia się w fabularyzowanym filmie dokumentalnym Powstanie Listopadowe. 1830–1831 (1980, reż. L. Smolińska). W jednej ze scen Aleksander Pułaski stoi na czele delegacji Towarzystwa Patriotycznego, która w dniu 15 sierpnia 1831 r. wtargnęła do Pałacu Namiestnikowskiego i zakłóciła obrady rządu. W postać księdza wcielił się aktor Krzysztof Kumor.
Według tradycji, wiersz Adama Mickiewicza Komar, niewielkie licho… miał być satyrą na Aleksandra Pułaskiego, napisaną w odpowiedzi na ataki Towarzystwa Demokratycznego na poetę. Postać Pułaskiego pojawia się także w wierszu Do Franciszka Grzymały oraz w wierszu Na kłótnie hr. Gurowskiego z ks. Puławskim, w którym Mickiewicz zakpił z konfliktu pomiędzy obu współzałożycielami TDP.
Aleksander Pułaski jest jednym z bohaterów opowiadania Leona Przemskiego – Szary Jakobin (1951), którego akcja rozgrywa się w Warszawie od stycznia do września 1831 r. Ksiądz Pułaski jest tam ukazany m.in. jako agitator Towarzystwa Patriotycznego.
Ksiądz Pułaski pojawia się również, jako Puławski, w powieści Tadeusza Hołuja – Królestwo bez ziemi (1968), opisującej losy żołnierzy 4. pułku piechoty liniowej w latach 1819–1831 oraz na emigracji (do roku 1838).